# Вернер Нилсен
Вернер „Скоти“ Нилсен (Шијен, 4. фебруар 1904 – Сент Луис, 10. мај 1992) био је бивши фудбалер који је играо на позицији нападача. Он је један од играча са највише гола у историји америчког фудбала, постигавши 131 гол у 239 утакмица за Бостонски фудбалски клуб. Током каријере освојио је пет узастопних Националних челенџ купова и четири дупле круне. Рођен у Норвешкој, забележио је два наступа за репрезентацију Сједињених Држава 1934. године. Члан је Националне фудбалске куће славних.
Године 1934, Нилсен је одиграо два наступа за Сједињене Државе када је изабран у састав репрезентације за Светско првенство у фудбалу 1934. године. Његова прва утакмица за САД била је у победи над Мексиком у квалификацијама за Светско првенство 24. маја 1934. године. Његова следећа партија није се завршила тако успешно за САД, јер су изгубили од Италије 27. маја 1934. године, у првом колу светског првенства.

## Спољaшње везе
- „Werner Nilsen - Class of 2005”. National Soccer Hall of Fame. Архивирано из оригинала 11. 6. 2010. г. Приступљено 4. 1. 2022.
- „Soccer Championship”. Time Magazine. 1933-05-01. Архивирано из оригинала 22. 11. 2010. г. Приступљено 2008-08-08.